# Афанасьев, Александр Петрович (Герой Советского Союза)
Александр Петрович Афанасьев (25 июля 1920, Нижний Услон, Верхнеуслонская волость, Свияжский кантон, Татарская АССР, РСФСР — 25 июля 1944, Пухачув, Любартувский повет, Люблинское воеводство, Польша) — старший лейтенант Рабоче-крестьянской Красной армии, участник Великой Отечественной войны, Герой Советского Союза (1945).

## Биография
Афанасьев Александр Петрович - Герой Советского Союза (родился 25.07.1920, умер 25.07.1944)
25 июля 1920 года – в селе Коргуза родился Афанасьев Александр Петрович.
1930 году – Александр пошёл учится, в Коргузинской школе окончил 5 классов. Учился Александр упорно и прилежно, проявляя особый интерес к предметам.
Окончил Нижнеуслонскую школу сельской молодёжи, курсы механизаторов сельского хозяйства в городе Елабуга. Работал трактористом в Бурнашевской машинно-тракторной станции.
Дата и место призыва  17.06.1941 с.Верхний Услон
В действующей армии на фронтах Великой Отечественной войны с октября 1941 года, воевал на западном фронте, участник битвы за Москву.
3 января 1942 года в бою был контужен.
С 7 сентябре 1942 года вернулся на фронт и по 2 февраля 1943 года - участвовал в Сталинградской битве.
В бою 25 марта 1943 г был тяжело ранен и находился на лечении в госпитале города Казань.
В госпитале находился до 4 июля 1943 года. По излечению приходил домой и организовывал митинг на заводе среди рабочих. Это была последняя встреча с семьей.
С июня по сентябрь 1943 г, участвовал в Курской битве, Орловской и Черниговско-Припятской наступательных операциях.
В январе 1944 г в составе 2-й танковой армии воевал на 1-м Украинском фронте. Участвовал в отражении мощных немецких контрударов под Винницей в конце января 1944 года, в Корсунь-Шевченсковской (февраль 1944) и Уманско-Ботошанской (март-апрель 1944) наступательных операциях.
6 февраля 1944 г освобождал село Тыновка Таращанского района Киевской области Украинской ССР. В этом бою его экипаж уничтожил 2 тяжелых орудия, 3 орудия противотанковой артиллерии, шестиствольный миномёт и станковый пулемёт с расчётами, 10 лошадей и до роты пехоты противника. В этом бою был легко ранен, но не покинул поле боя.
К июлю 1944 г старший лейтенант Александр Афанасьев командовал танковой ротой 51-й танковой бригады 3-го танкового корпуса 2-й танковой армии 1-го Белорусского фронта.
22 июля армия была введена в бой и наносила удар на Люблин с северо-востока. Рота старшего лейтенанта Афанасьева являлась передовым отрядом бригады, по проселочным дорогам и лесам далеко скрытно проникла в немецкие тылы. 23 июля танкисты Афанасьева перехватили и разгромили крупный немецкий обоз, было захвачено до 500 повозок с ценными военными грузами, до 1000 лошадей, 9 автомашин и 4 полевые кухни. Истреблено несколько десятков немецких солдат, 86 захвачены в плен и сотни разбежались по окрестным лесам.
24 июля на подступах к Люблину танкисты разгомили ещё одну колонну. В этом бою А.П. Афанасьев уничтожил 3 тяжелых орудия вместе с их тягачами и расчетами, а ещё 3 орудия с тягачами - захватил в исправности. В этот же день участвовал в взятии Люблина.
25 июля 1944 г рота Афанасьева, далеко обогнав отходящие немецкие части, ворвалась в город Пухачув (Люблинское воеводство, Польша). Раздавив с расчётами два орудия на въезде в город, советские танки прошли через весь город, устроив панику в гарнизоне. Ещё 2 немецких танка были уничтожены на улицах. Были захвачены штаб немецкого артиллерийского полка и отделение полевой почты, а также исправная переправа через реку Вепш.
Но вскоре к городу стали подходить с востока отступавшие немецкие части.Отражая яростные атаки противника, старший лейтенант А.П. Афанасьев уничтожил немецкий танк и много живой силы. Сам он был дважды ранен, но из боя не вышел. Когда окончились все боеприпасы, своим танком таранил немецкий танк
«пантера» и уничтожил его ценой собственной жизни.
Похоронен в населённом пункте Пухачув (Польша).
За образцовое выполнение боевых заданий командования на фронте борьбы с немецко-фашистскими захватчиками и проявленные при этом отвагу и геройство указом Президиума Верховного Совета от 24 марта 1945 года старшему лейтенанту Афанасьеву Александру Петровичу присвоено звание Героя Советского Союза посмертно.
Мемориальные доски в честь Героя установлены на памятной стеле у здания администрации села Верхний Услон, в Парке Героев этого села.
Имя Героя носит улица в селе Нижний Услон. А также школа - МБОУ  "Коргузинская средняя общеобразовательная школа имени Героя Советского Союза Афанасьева А.П." Верхнеуслонского муниципального района Республики Татарстан
Был также награждён орденом Красной Звезды.